# Challenger de Piracicaba 2023
El torneo Brasil Tennis Challenger 2023 fue un torneo de tenis perteneció al ATP Challenger Tour 2023 en la categoría Challenger 75. Se trató de la 1ª edición; el torneo tuvo lugar en la ciudad de Piracicaba (Brasil), desde el 16 hasta el 22 de enero de 2023 sobre pista de tierra batida al aire libre.

## Jugadores participantes del cuadro de individuales
| Favorito | País                 | Jugador                      | Rank1 | Posición en el torneo |
| -------- | -------------------- | ---------------------------- | ----- | --------------------- |
| 1        | Bandera de Chile     | Alejandro Tabilo             | 103   | Cuartos de final      |
| 2        | Bandera de Argentina | Camilo Ugo Carabelli         | 127   | Semifinales           |
| 3        | Bandera de Argentina | Juan Manuel Cerúndolo        | 143   | Baja                  |
| 4        | Bandera de Brasil    | Felipe Meligeni Alves        | 165   | Segunda ronda         |
| 5        | Bandera de Argentina | Renzo Olivo                  | 183   | Semifinales           |
| 6        | Bandera de Argentina | Facundo Díaz Acosta          | 198   | Baja                  |
| 7        | Bandera de Brasil    | Matheus Pucinelli de Almeida | 210   | Primera ronda, retiro |
| 8        | Bandera de Argentina | Genaro Alberto Olivieri      | 227   | Primera ronda         |
| 9        | Bandera de Chile     | Tomás Barrios                | 230   | FINAL                 |

- 1 Se ha tomado en cuenta el ranking del 9 de enero de 2023.

### Otros participantes
Los siguientes jugadores recibieron una invitación (wild card), por lo tanto ingresan directamente al cuadro principal (WC):
- Pedro Boscardin Dias
- João Lucas Reis da Silva
- Eduardo Ribeiro

Los siguientes jugadores ingresan al cuadro principal tras disputar el cuadro clasificatorio (Q):
- Andrey Chepelev
- Chung Yun-seong
- Murkel Dellien
- Edoardo Lavagno
- Oleg Prihodko
- Thiago Seyboth Wild

## Campeones

### Individual Masculino
- Andrea Collarini derrotó en la final a  Tomás Barrios, 6–2, 7–6(1)

### Dobles Masculino
- Orlando Luz /  Marcelo Zormann derrotaron en la final a  Andrea Collarini /  Renzo Olivo, w/o